# Animal Crossing (серія)
Animal Crossing — серія відеоігор, соціальних ігор-симуляторів, розроблена та опублікована Nintendo. Серія була розроблена і створена Кацуя Егучі та Хісаші Ногамі. У Animal Crossing персонаж гравця — це людина, яка живе в селі, населеному різними антропоморфними тваринами, і може займатися різними видами діяльності, як-от риболовля, ловля комах і полювання на скам’янілі рештки. Серія примітна своїм лінійним ігровим процесом і використанням внутрішнього годинника та календаря ігрової консолі для імітації реального плину часу.
З моменту першого випуску в 2001 році в усьому світі було випущено п’ять ігор Animal Crossing, одна для Nintendo 64/iQue Player (покращено та перевидано для GameCube), для Nintendo DS, Wii, Nintendo 3DS і Nintendo Switch. Серія була успішною як і у критиків, так і в комерційних цілях, і було продано понад 77 мільйонів одиниць по всьому світу. Також було випущено три додаткові ігри: Animal Crossing: Happy Home Designer для Nintendo 3DS, Animal Crossing: Amiibo Festival для Wii U та Animal Crossing: Pocket Camp для мобільних пристроїв. Також було випущено платний DLC для гри Nintendo Switch Animal Crossing: New Horizons під назвою Animal Crossing: New Horizons – Happy Home Paradise.

## Ігровий процес
В іграх Animal Crossing гравець бере на себе роль людського персонажа, який переїжджає в село, населене антропоморфними тваринами, і живе там на невизначений термін. Геймплей є відкритим: гравці не мають визначених цілей, натомість їх заохочують проводити час у селі, виконуючи будь-які дії, зокрема збирання предметів, висаджування рослин, ловля комах, риболовля та спілкування з жителями села. В ігри Animal Crossing грають у режимі реального часу, використовуючи внутрішній годинник і календар ігрової консолі. Таким чином, плин часу в ігровому світі відображає реальність, а також поточний сезон і час доби. Деякі ігрові події, як-от свята чи ріст дерева, відбуваються в певний час або потребують певного часу, для завершення.
Однією з помітних особливостей серії Animal Crossing є високий рівень доступних налаштувань, деякі з яких впливають на результат гри. На початку гри реальний гравець визначає ім’я та стать персонажа гравця, і його зовнішній вигляд можна змінити, купивши або сконструювавши індивідуальний одяг та аксесуари або змінивши зачіску (введено в Wild World). Будинок гравця також можна обставляти, декорувати та пізніше розширювати: гравець може купувати та збирати меблі та розміщувати їх у будь-якому місці будинку, а також змінювати як шпалери, так і дизайн підлоги. Тоді як місцевість, розташування будівель і початкові жителі генеруються випадковим чином під час першого запуску гри (за винятком New Leaf, де гравець вибирає між чотирма випадковими містами, і New Horizons, де гравець так само вибирає між чотирма випадковими островами), назву та гімн села, а також деякі крилаті фрази жителів також визначає гравець.
Збирання предметів є головним аспектом Animal Crossing: гравець може досліджувати село та збирати предмети, зокрема фрукти з дерев, мушлі та викинуті предмети. Майже всі об’єкти можна продати за дзвіночки, ігрову валюту. Гравці збирають об’єкти, щоб отримати більше дзвіночків, які потім можна використовувати для покупки меблів та одягу, розширення дому та гри. Багато спеціалізованих інструментів доступні для інших видів діяльності, таких як риболовля та збір комах. Особливі предмети, такі як скам'янілості та картини, можна передати в сільський музей. Гравець може спілкуватися з іншими мешканцями тварин, спілкуючись, надсилаючи та отримуючи листи. Мешканці можуть переїжджати в село або виїжджати з нього залежно від дій гравця.
Усі частини Animal Crossing дозволяють певну форму спілкування між гравцями, як офлайн, так і онлайн. В одному селі може проживати до чотирьох гравців-людей, але лише один може досліджувати село в будь-який момент часу. Гравці можуть спілкуватися за допомогою письмових повідомлень через сільське поштове відділення або дошку оголошень. Ітерація GameCube дозволяє гравцям подорожувати в інші села, обмінюючи картки пам’яті, на яких містяться дані гри, але всі наступні частини дозволяють гравцям подорожувати та взаємодіяти в Інтернеті через з’єднання Wi-Fi Nintendo, хоча City Folk також дозволяє за допомогою DS Suitcase подорожувати чужими містами.

## Сюжет

### Персонажі
У той час як у серії представлені різні жителі села для кожної назви, певні видатні персонажі повертаються в кожній частині серії.
Том Нук — це персонаж танукі, який одночасно є власником магазину та брокером з нерухомості, надаючи гравцеві позику на їхній будинок і різні модернізації, дозволяючи їм повертати їх без відсотків.
Містер Ресетті — персонаж крот, який з’являється з-під землі кожного разу, коли гравці вимикають гру без збереження (що дозволяє їм скинути випадкові події, які вважаються нещасливими), дорікаючи їм за обхід однієї з систем гри. Завдяки новій функції автозбереження його «звільнили» з роботи в Animal Crossing: New Horizons, хоча він отримав нову роботу оператора Служби порятунку.
К.К. Слайдер — пес-мандрівний музикант, заснований на композиторі серії Казумі Тотака, який певними ночами грає в місті гравця. Після цього він дає гравцеві безкоштовну копію відтвореної пісні, кажучи, що його музика «хоче бути безкоштовною». Деякі фанати розцінили це як підтримку музичного піратства, хоча Nintendo заперечувала, що це було задумано як соціальний коментар.
У New Horizons Ізабелль з'являється як міська громадська менеджерка і секретарка Тома Нука. Спочатку вона була представлена в New Leaf, де вона служила подібною метою як помічниця персонажа гравця. Вона дозволяє гравцям змінювати прапор і мелодію міста, а також скидати певні аспекти міського життя (прізвиська та вбрання селян).
Учні Тома Нука, Тіммі та Томмі, керують міні-магазином Nook's Cranny у наступних іграх серії. Able Sisters також пропонує одяг для гравців і управляється сестрами Мейбл і Сейбл. Два нових персонажа, Орвілл і Вілбур, керують авіакомпанією Dodo Airlines, який є єдиним аеропортом на безлюдному острові.

## Розробка
| 2001 | Animal Crossing                    |
| 2002 |                                    |
| 2003 |                                    |
| 2004 |                                    |
| 2005 | Wild World                         |
| 2006 |                                    |
| 2007 |                                    |
| 2008 | City Folk                          |
| 2009 |                                    |
| 2010 |                                    |
| 2011 |                                    |
| 2012 | New Leaf                           |
| 2013 | Plaza                              |
| 2014 |                                    |
| 2015 |                                    |
| 2016 |                                    |
| 2017 | Pocket Camp                        |
| 2018 |                                    |
| 2019 |                                    |
| 2020 | New Horizons                       |
| 2021 | New Horizons – Happy Home Paradise |

Animal Crossing спочатку була випущена в Японії для Nintendo 64 14 квітня 2001 року. Вона була вдосконалена і випущена на GameCube того ж року. Ця версія була локалізована та випущена в Північній Америці 16 вересня 2002 року, Австралії 17 жовтня 2003 року та Європі 24 вересня 2004 року. Розширена версія під назвою «Dōbutsu no Mori e+» була випущена 27 червня 2003 року в Японії. Версія гри для Nintendo 64 була випущена в Китаї в 2006 році для iQue Player.
Animal Crossing: Wild World була випущена для Nintendo DS в Японії 23 листопада 2005 року, Північній Америці 5 грудня 2005 року, Австралії 8 грудня 2005 року та Європі 31 березня 2006 року. Це була перша гра в серії, яка використовувала підключення Wi-Fi Nintendo. Пізніше гру було перевипущено на віртуальній консолі Wii U 13 жовтня 2016 року, хоча її функція Wi-Fi для кількох гравців недоступна через припинення Nintendo Wi-Fi Connection.
Animal Crossing: City Folk, відома як Let's Go to the City в Європі та Австралії, була випущена для Wii у Північній Америці 16 листопада 2008 року, Японії 20 листопада 2008 року, Австралії 4 грудня 2008 року та у Європі 5 грудня 2008 року. Пізніше вона була випущена у Південній Кореї в 2010 році. Це була перша гра Wii, яка використовувала Wii Speak, аксесуар, який дозволяє гравцям розмовляти один з одним під час онлайн-гри.
Animal Crossing: New Leaf була оголошена на E3 2010. Вона була випущена для Nintendo 3DS в Японії 8 листопада 2012 року, Північній Америці 9 червня 2013 року, Європі 14 червня 2013 року та Австралії 15 червня 2013 року. Вперше в серії гравці призначені на роль мера. У листопаді 2016 року було випущено нове оновлення під назвою «Ласкаво просимо amiibo», додавши кілька нових локацій, предметів і дій.
Animal Crossing: Happy Home Designer — це соціальна гра-симулятор для Nintendo 3DS і перший спіноф серії Animal Crossing. Вона була випущена в Японії 30 липня 2015 року, у Північній Америці 25 вересня 2015 року, в Європі 2 жовтня 2015 року, та в Австралії 3 жовтня 2015 року. Гра обертається навколо проектування будинків для жителів села на основі їхніх запитів. Скануючи картки Amiibo, гравці можуть розблокувати можливість проектувати будинки спеціальних персонажів. Гра отримала оцінку 66 зі 100 на Metacritic, що означає «змішані або середні відгуки».
Animal Crossing: Amiibo Festival — вечіркова відеогра для Wii U, випущена в листопаді 2015 року, яка активно використовує Amiibo. Вона була зустрінута несхвальними відгуками критиків. Вона була розроблена Nintendo Entertainment Planning & Development і NDcube.
У квітні 2016 року Nintendo оголосила, що мобільна гра Animal Crossing, пізніше названа як Animal Crossing: Pocket Camp, буде випущена як частина їх мобільних ігор. Гру було програмно запущено в Австралії в жовтні 2017 року та випущено в усьому світі 21 листопада 2017 року. Pocket Camp має рейтинг 72 зі 100 на Metacritic.
Animal Crossing: New Horizons була анонсована на Nintendo Direct у вересні 2018 року для Nintendo Switch. Гра була випущена в усьому світі 20 березня 2020 року, хоча спочатку її вихід планувався на 2019 рік. Вона швидко стала першою консольною грою, яка досягла п’яти мільйонів цифрових продажів протягом місяця, причому високі продажі часто пояснювали соціальним дистанціюванням і самоізоляцією під час пандемії COVID-19. Невдовзі після випуску гра стала однією з небагатьох у серії, яка отримала додатковий вміст після запуску, і, за чутками, майбутні доповнення вже готові. Гра виграла найкращу сімейну гру на The Game Awards 2020. У жовтні 2021 року Nintendo анонсувала платний DLC для Animal Crossing: New Horizons під назвою Happy Home Paradise. DLC вийшла 5 листопада 2021 року. Happy Home Paradise — це продовження Animal Crossing: Happy Home Designer, у якому гравець проектує будинки відпочинку для жителів села на архіпелазі, курорті, присвяченому будинкам відпочинку. У цьому DLC представлено двох нових персонажів, які не є мешканцями села. Ворделл, який є ламантином, керує магазином у штаб-квартирі архіпелагу. Маленьку мавпочку Ніко можна знайти на причалі біля човна. DLC також додає додаткові програми до NookPhone, зокрема Room Sketch і програму Happy Home Network.

### Програми
- Animal Crossing Plaza, схожа на WaraWara Plaza програма для Wii U. Обмежена акція Animal Crossing: New Leaf.
- Animal Crossing Clock, системна програма годинника для Nintendo DSi та Nintendo 3DS.
- Animal Crossing Calculator, програма-калькулятор для Nintendo DSi та Nintendo 3DS.
- Photos with Animal Crossing, програма Камера для Nintendo 3DS, яка дозволяє гравцям робити фотографії з персонажами Animal Crossing.[38]

## Рецепція
Ігри Animal Crossing отримали позитивні відгуки. Перші чотири основні ігри серії є одними з найбільш продаваних відеоігор для відповідних консолей. Animal Crossing було продано 2,71 мільйона копій, Wild World — 11,75 мільйона, City Folk — 3,38 мільйона, New Leaf — 13,04 мільйона, і Happy Home Designer — 3,04 мільйона. New Horizons затьмарила продажі всіх попередніх випусків за весь період життя і стала другою найбільш продаваною грою в системі Nintendo Switch з 43.38 мільйонів продажів. Amiibo Festival була критичною і комерційним провалом; в Японії було продано лише 87 872 копії. Загалом у світі продано 77.3 мільйона одиниць франшизи Animal Crossing.
З точки зору валового доходу мобільна гра Pocket Camp до квітня 2020 року зібрала понад 150 мільйонів доларів. За перший рік New Horizons зібрав приблизно 2 мільярди доларів, п’ятий найвищий дохід за перший рік для будь-якої відеоігри. станом на березень 2021 загальний валовий дохід New Horizons і Pocket Camp перевищив 2.15 мільярдів доларів.

## Вплив

### Жіноча демографічна група
Колишній президент Nintendo Сатору Івата зазначив, що 56 % людей, які попередньо замовили Animal Crossing: New Leaf, були жінками, причому багато з них купували Nintendo 3DS спеціально для гри. Він вважав, що успіх гри серед жінок віком від 19 до 24 років заслуговує особливої уваги.

### Протести Гонконгу
Під час пандемії COVID-19 Animal Crossing: New Horizons використовували демократичні активісти Гонконгу як платформу для протесту. У відповідь на це гру, хоча вона офіційно не була недоступна в материковому Китаї, було видалено з онлайн-магазинів, таких як Taobao, але копії паралельного імпорту продовжують залишатися в продажу.

### В інших відеоіграх
У грі Wii WarioWare: Smooth Moves, випущеній у Японії у 2006 році та в Європі, Північній Америці та Австралії у 2007 році, є міні-гра, створена за моделлю Animal Crossing: Wild World під такою ж назвою. Гравець повинен зловити рибу, використовуючи ту саму механіку, що й в оригінальній грі.
Гра Super Smash Bros. Brawl 2008 року для Wii містить елементи з Wild World. Найвідомішим є етап, заснований на селі тварин під назвою «Smashville», який змінює декорації відповідно до системного годинника Wii і містить ряд пісень, реміксованих або взятих з оригінальної гри. Містер Ресетті та Pitfall seed, які з'являються в усіх іграх Animal Crossing, доступні як Assist Trophy та предмет відповідно. У Brawl також є 24 колекційні трофеї, засновані на персонажах і предметах Animal Crossing.
Wii Music містить дві відтворювані пісні з Animal Crossing.
Міні-гра «Animal Crossing: Sweet Day» у Nintendo Land заснована на серії ігор Animal Crossing. Мета гри полягає в тому, щоб гравці Wii Remote (1-4) зібрали велику кількість цукерок, розкиданих навколо, і зберігали їх у своїй голові, щоб не бути спійманими воротарями.
Ігровий персонаж під назвою «Селянин» представляє серію Animal Crossing як боєць у Super Smash Bros. для Nintendo 3DS і Wii U та Super Smash Bros. Ultimate. У персонажа є як чоловічі, так і жіночі варіанти, які вибираються при виборі персонажа. Ходи персонажа включають здатність ловити інших гравців у сітку та стріляти з гіроїда Ллоїда як ракети. Крім того, Ізабелль з New Leaf з'являється як Assist Trophy, а пізніше з'являється як окремий боєць в Ultimate. В іграх з'являються два нових етапи Animal Crossing: «Town & City» від City Folk у версії Wii U та «Острів Тортімер» від New Leaf у версії 3DS. «Smashville» від Brawl повертається у версії для Wii U.
Селянин та Ізабелль — це персонажі Mario Kart 8, які можна завантажити через вміст, а також траса, заснована на Animal Crossing, і кубок, названий на честь серії, відомого як «Crossing Cup». Двоє гонщиків разом із трасою Animal Crossing також були включені у версію гри для Nintendo Switch Mario Kart 8 Deluxe разом із гоночним костюмом, заснованим на серії для Mii. У червні 2015 року косметику на тему Ізабелль і Містера Рессеті було додано як варіанти костюмів для напарника гравця «Паліко» у Monster Hunter 4 Ultimate.

### В інших медіа
Аніме-адаптація Wild World під назвою «Gekijōban Dōbutsu no Mori» вийшла в Японії 16 грудня 2006 року. Фільм був виготовлений компанією OLM, Inc. і розповсюджений компанією Toho. Dōbutsu no Mori заробив 1,8 мільярда єн (приблизно 19,2 мільйона доларів) у прокаті.
У червні 2020 року адаптація манги, написана та проілюстрована Коконасу Румбою та заснована на New Horizons, під назвою «Щоденник безлюдного острова New Horizons» почала видавати серію у щомісячному журналі Shogakukan Monthly CoroCoro Comics. У листопаді 2021 року манга була передана журналу Bessatsu CoroCoro Comics і вебсервісу CoroCoro Manga Toshokan. У Північній Америці манга ліцензована компанією Viz Media.

## Дивіться також
- Список медіаматеріалів серії Animal Crossing.

## Нотатки
1. ↑  Японська: どうぶつの森 Хепберна: Dōbutsu no Mori (Animal Forest/Woods)?
2. ↑  Відома у Японії як Dōbutsu no Mori (яп. どうぶつの森, lit. Animal Forest)
3. ↑  Відома у Японії як Oideyo Dōbutsu no Mori (яп. おいでよ どうぶつの森, lit. Come to Animal Forest)
4. ↑  Відома у Японії як Machi e Ikō yo Dōbutsu no Mori (яп. 街へ行こうよ どうぶつの森, lit. Let's Go to the City: Animal Forest)
5. ↑  Відома у Японії як Tobidase Dōbutsu no Mori (яп. とびだせ どうぶつの森, lit. Jump Out Animal Forest)
6. ↑  Відома у Японії як Atsumare Dōbutsu no Mori (яп. あつまれ どうぶつの森, lit. Gathering Animal Forest)